# Уайтхед, Джордж
Джордж Уильям Уа́йтхед, младший (англ. George William Whitehead, Jr.; 2 августа 1918 — 12 апреля 2004) — американский математик, профессор в Массачусетском технологическом институте. 
Член Национальной академии наук США (1972) и Американской академии искусств и наук (1954).
Известен своими работами по алгебраической топологии, в частности он определил J-гомоморфизм, и одним из первых систематически изучал гомотопические группы сфер.

## Биография
Уайтхед родился в Блумингтоне, штат Иллинойс.
Получил степень доктора в области математики из Университета Чикаго в 1941 году под руководством Нормана Стинрода.
После обучения в университете Пердью, Принстонском университете и Брауновском университете, он занял позицию в Массачусетском технологическом институте в 1949 году, где он оставался до своей отставки в 1985 году.
Он руководил 13 аспирантами, в том числе Робертом Ауманном.